# Batrisodes cavicornis
Batrisodes cavicornis är en skalbaggsart som först beskrevs av Thomas Casey 1897.  Batrisodes cavicornis ingår i släktet Batrisodes och familjen kortvingar. Inga underarter finns listade i Catalogue of Life.